# واد عميق
الوادي العميق أو الوادي العميق الضيق أو الشِّعب (بالألمانية: Schlucht) في علم شكل الأرض هو واد ضيق تتكون حدوده من منحدرات وجدران شديدة الانحدار. هو شبيه بالإفجيج والخانق.